# Summa Theologica
Summa Theologica (lat. Summa Theologiæ) eller kort Summa, et filosofisk skrift, skrevet i perioden, 1265 – 1274, anses for det mest kendte værk af den italienske dominikaner-præst Thomas Aquinas.
Værket blev aldrig færdiggjort men anses som en klassiker i historisk filosofi.
Aquinas intention med værket, var at det skulle virke som en manual for begyndere i teologi og lærebog for undervisere i kristendom.

## Summa Theologica, indhold
Summas behandler følgende emner: 
- Guds eksistens
  - Fem argumenter for eksistensen af gud, Quinque viae, (de fem veje).
- Skabelsen af mennesket
- Formålet med mennesket
- Kristus
- Sakramentet
- Tilbage til gud

Aquinas citerer gennem sit værk passager fra biblen, Aristoteles, Augustin af Hippo og andre lærde fra det gamle Grækenland, jødedommen, antikkens Rom, kristendommen og islam.